# Abu Camaxe
Abu Camaxe (em árabe: ابو كمش; romaniz.: Abu/Bū Kammāsh/Kemmesh; em italiano: Bu Chemmasc) ou Pisida é uma vila da Líbia, próxima à fronteira da Tunísia, situada no distrito de Nigatal Homs.

## História
Durante a Guerra Ítalo-Turca de 1911-1912, os italianos ocuparam-na de modo a interditar a rota que supunham ser usada pelo Império Otomano para obter suprimentos da Tunísia. Na década de 1920, construíram uma linha férrea que conectou Melita, Margube, Zuara, Marina e Abu Camaxe (então chamada Pisida). Cerca de 1977, uma central química foi estabelecida para produção de PVC, soda cáustica, lixívia e sal puro, extraído da sabca de mesmo nome situada nas imediações;[a] segundo informações obtidas entre os berberes, desde cedo houve suspeitas de que os árabes que trabalhavam na fábrica coadunavam com os planos de Muamar Gadafi de destruir as comunidades amazigues do país.
Em 2001, o Departamento de Antiguidades da Líbia descobriu a necrópole (usada entre o século II a.C. e VI d.C.) da cidade romana de Pisídia, de onde derivou "Pisida"; era administrativamente classificada como município. Em 2004, foi descoberto o forte da localidade. Em 6 de setembro de 2006, foi aprovada a criação da Zona de Natureza Particular entre Zuara e Camaxe à qual foram definidos vários projetos de desenvolvimento.

### Guerra Civil Líbia
Em janeiro de 2011, o ministro da economia anunciou a pretensão de implementar projeto, dirigido por Saadi, filho de Muamar Gadafi, segundo o qual Abu Camaxe e Zuara integrariam uma zona de comércio livre. Essa medida fazia parte de um projeto mais amplo de criação de zonas de comércio livres que transformariam a Líbia em zona de trânsito entre a Europa e África. Em agosto, durante a Guerra Civil Líbia, foram registrados pesados combates na cidade.
Ela era um dos pontos escolhidos por refugiados para zarparem à Europa. Em 2015, foi anunciada a ereção de um muro fronteiriço entre a Tunísia e a Líbia que se estenderia por 250 quilômetros entre Abu Camaxe até Borje Cadra (no extremo sul da Tunísia). Segundo informações do general tunisiano aposentado Maomé Nafti, a primeira etapa do empreendimento estaria concluída no final do ano. Entre setembro de 2015 e fevereiro de 2016, a organização Médicos Sem Fronteiras conduziu o treinamento de técnicos de enfermagem, reparou equipamento médico avariado e tratou casos emergenciais nas clínicas de Abu Camaxe e Zuara. Em 2017, apesar das várias denúncias de contaminação por metais pesados, a petroquímica de Abu Camaxe continua ativa.
Segundo fontes locais, desde 1996, quando o complexo deixou de ser gerenciado por uma companhia alemã e passou ao controle dos líbios, o descarte do material tóxico foi feito de forma irregular e desde então há notícias de contaminação. Planos foram feitos ao longo dos anos para desmantelar o complexo, mas os vários conflitos que assolam o país desde então obscureceram a questão. Em janeiro de 2018, grupo armado de Zintane leal ao comando da Zona Militar Ocidental do Conselho Presidencial, Osama Juaili, conduziu um ataque surpresa contra o complexo químico de Abu Camaxe na tentativa de capturar o complexo e Ras Ejder, na fronteira entre a Líbia e Tunísia. Os atacantes, por seu turno, foram repelidos por forças de Zuara e o município oficialmente condenou o ataque. Além disso, desde 2017 o governo tem realizado ações na área, que consistem na captura e naufrágio de navios, para conter a ação de contrabandistas de petróleo.